# Licortes
Licortes (en llatí Lycortas, en grec antic Λυκόρτας) fou un home d'estat de la Lliga Aquea, nadiu de Megalòpolis.
Va ser el pare de l'historiador Polibi i amic de Filopemen, al que va recolzar sempre en la seva política.
El 189 aC la Lliga el va enviar com ambaixador a Roma junt amb Diòfanes de Mitilene del partit rival per rebre la decisió del senat en la qüestió sobre la guerra entre la Lliga Aquea i Esparta. Mentre Diòfanes estava disposat a acceptar qualsevol resolució del senat, Licortes defensava el dret de la Lliga a actuar com un estat sobirà, segons diu Titus Livi.
El 186 aC va ser un dels tres ambaixadors enviats a Ptolemeu V Epífanes per concertar una aliança, però a l'assemblea de la Lliga que es va fer l'any següent a Megalòpolis, quan era estrateg Aristen de Megalòpolis, ni Licortes ni els enviats egipcis van poder concretar quin dels diversos tractats signats anteriorment entre la Lliga i Egipte era el que s'havia renovat l'any anterior, el que va donar un triomf polític al partit d'Aristen. El mateix 185 aC Filopemen i Licortes van defensar a Argos, el tracte donat pels aqueus als espartans, que havia estat criticat per Cecili Metel. quan Appi Claudi Pulcre fou enviat des de Roma el 184 aC per posar fi a la qüestió, Licortes havia estat elegit altre cop estrateg, i va insistir que el tracte donat als espartans estava justificat, i no va acordar res amb l'enviat romà.
El 183 aC quan Dinòcrates i el seu partit van retirar a Messènia de la Lliga, Filopemen va enviar contra ells a Licortes, però no va poder forçar els passos del país. A la mort de Filopemen va ser nomenat general de la lliga altre cop (encara el 183 aC) i al començament del 182 aC va envair Messènia i va realitzar una completa venjança amb els assassins de Filopemen. No gaire després Messènia era readmesa a la Lliga i Licortes va demanar, contra el parer de Diòfanes, la readmissió d'Esparta, cosa que es va aprovar.
El 180 aC Licortes, el seu fill Polibi i el general Àrat (fill del famós Àrat de Sició) van ser nomenats ambaixadors per anar a Egipte, que havia fet propostes als aqueus, però la mort del rei egipci va impedir el viatge.
El 179 aC, amb Hipèrbat com a general de la Lliga, Licortes va estar contra l'exigència romana de cridar als exiliats espartans sense excepció i se li van oposar Cal·lícrates i Hipèrbat, aconseguint convertir-se en sospitós pels romans. A la guerra contra Perseu de Macedònia això no obstant, Licortes va recomanar observar estricta neutralitat.
Altre cop es va oposar a Cal·lícrates i Hipèrbat, que no volien intervenir a Egipte, i el 168 aC va proposar enviar ajut a Ptolemeu Fiscó i Ptolemeu VI Filomètor que havien demanat el suport dels aqueus contra els selèucides manats per Antíoc IV, però la moció no es va acceptar.
El 167 aC encara era viu però després ja no torna a ser esmentat i probablement va morir en aquesta època.